# Polytrichum involutum
Polytrichum involutum là một loài rêu trong họ Polytrichaceae. Loài này được Hampe mô tả khoa học đầu tiên năm 1878.
Danh pháp khoa học của loài này chưa được làm sáng tỏ. 